# Neoperla falayah
Neoperla falayah är en bäcksländeart som beskrevs av Bill P.Stark och Lentz 1988. Neoperla falayah ingår i släktet Neoperla och familjen jättebäcksländor. Inga underarter finns listade i Catalogue of Life.